# Інспектор ДАІ
«Інспектор ДАІ» (рос. «Инспектор ГАИ») — радянський драматичний художній фільм Ельдора Уразбаєва, знятий у 1982 році. 

## Сюжет
Дія відбувається на початку 1980-х років в СРСР. Інспектор ДАІ Зикін мав славу серед своїх колег безсрібником і диваком. Для нього не має значення, хто сидить за кермом, головне — не порушувати правила дорожнього руху. Зикін забирає водійські права за перевищення швидкості у Трунова, директора місцевого автосервісу.
Трунов користується великим авторитетом у керівництва міста, яке ремонтує свої автомобілі «по блату» в його автосервісі. Очевидно, що непохитна принциповість Зикіна може для нього погано скінчитися, але навіть прямий начальник Зикіна не може його напоумити. У справу йдуть погрози і шантаж. Непідкупний інспектор ДАІ продовжує стояти на своєму.
Методи Зикіна, пониженого на посаді за свій непотоплюваний характер, урешті-решт беруть своє: Трунов, який помітив, що не все в цьому житті йому дозволено, став огидний самому собі. Посварившись з друзями і начальником Зикіна, майором Гринько, Валентин Павлович особисто приїжджає до Зикіна для розмови «по-людськи». Інспектор пояснює свою позицію: «— Якщо я на своєму місці роблю те, що повинен, інший поступає так само, і так далі… може і буде порядок». Трунов зауважує: «— Скільки ж розчарувань тебе чекає в житті», але погоджується з інспектором, і «як побитий пес» повертається в місто на попутному автомобілі.

## У ролях
| Актор             | Роль                                                           |
| ----------------- | -------------------------------------------------------------- |
| Сергій Никоненко  | інспектор ДАІ старший лейтенант міліції Петро Сергійович Зикін |
| Олег Єфремов      | начальник відділення майор міліції Федір Антонович Гринько     |
| Микита Михалков   | директор станції техобслуговування Валентин Павлович Трунов    |
| Марина Левтова    | вчителька історії Катерина Іванівна                            |
| Микола Парфьонов  | керівник будівельного тресту Василь Кирилович Пушков           |
| Віктор Іллічов    | інспектор ДАІ Андріанов                                        |
| Раїса Рязанова    | сестра Зикіна Ніна                                             |
| Юрій Кузьменков   | чоловік Ніни Слава                                             |
| Микола Засухін    | директор універсаму                                            |
| Євген Перов       | заступник голови райвиконкому Науменко                         |
| Анатолій Ганшин   | тренер (озвучує Володимир Ферапонтов)                          |
| Данило Перов      | племінник Зикіна                                               |
| Вадим Захарченко  | п'яний водій самоскида                                         |
| Катерина Вороніна | пасажирка «Москвича»                                           |
| Гусейн Ахундов    | перукар (немає в титрах)                                       |

## Знімальна група
- Режисер: Ельдор Уразбаєв
- Сценарій: Олександр Бородянський
- Оператор: Михайло Роговий
- Композитор: Едуард Хагагортян
- Художник: Дмитро Богородський